# Heike Lätzsch
Heike Lätzsch (Braunschweig, Donja Saska, onda SR Njemačka, 19. prosinca 1973. ) je bivša njemačka hokejašica na travi.
Svojim igrama je privukla pozornost njemačkog izbornika, što joj je dalo mjesto u izabranoj vrsti.
Bila je sudionicom OI 2004. u Ateni, na kojima je osvojila zlatno odličje.

## Sudjelovanja na velikim natjecanjima
- 1990., svjetsko prvenstvo u Sydneyu, 8.
- 1991., europsko prvenstvo u Bruxellesu, srebrno odličje
- 1992., olimpijske igre u Barceloni, srebrno odličje
- 1994., svjetsko prvenstvo u Dublinu, 4.
- 1995., europsko prvenstvo u Amstelveenu, brončano odličje
- 1995., Trofej prvakinja u Mar del Plati, 4.
- 1995., – izlučna natjecanja za OI 1996. u Capetownu, Capetown, 3.
- 1996., olimpijske igre u Atlanti, 6.
- 1997. – Trofej prvakinja u Berlinu, srebrno odličje
- 1998. – svjetsko prvenstvo u Utrechtu, brončano odličje
- 1999. – Trofej prvakinja u Brisbaneu, brončano odličje
- 1999. – europsko prvenstvo u Kölnu, srebrno odličje
- 2000. – izlučna natjecanja za OI 2000. u Milton Keynesu, 3. mjesto
- 2000. – Trofej prvakinja u Amstelveenu,  srebrno odličje
- 2000. – olimpijske igre u Sydneyu, 7. mjesto
- 2002. – svjetsko prvenstvo u Perthu, 7. mjesto
- 2004. – izlučna natjecanja za OI 2004. u Aucklandu, 4. mjesto
- 2004. – olimpijske igre u Ateni, zlatno odličje

## Vanjske poveznice
- Profil na Hockey Olympica